# Gelterkinden
Gelterkinden är en ort och kommun i distriktet Sissach i kantonen Basel-Landschaft, Schweiz. Kommunen har 6 296 invånare (2023).